# Pierre Levée (Échauffour)
Pour les articles homonymes, voir Pierre levée.
La Pierre Levée est un dolmen situé à Échauffour, dans le département français de l'Orne.

## Description
Le dolmen comporte une énorme table de couverture de 5,50 m de long sur 2,50 m de large reposant sur deux piliers. Quatre autres piliers sont ensevelis à l'est de l'édifice. Toutes les dalles sont en grès.